# Palazzi di Caserta

## Palazzo dei vescovi
Il palazzo dei vescovi in Casertavecchia fu la residenza abituale dei vescovi di Caserta fino alla fine del secolo 1400.

## Palazzo Orfitelli
Il palazzo Orfitelli è una preziosa testimonianza di grande casa medievale a Caserta. Il nome è stato attribuito perché fino al 1862 il palazzo risulta di proprietà della famiglia Orfitelli. Ignoti restano i proprietari originari e l'epoca di costruzione. La datazione proposta oscilla tra il secolo 1200  e il secolo 1400. Le dimensioni del palazzo e alcuni particolari decorativi sono stati riconosciuti indizi di una committenza ricca e colta. L’edificio sorge in uno dei casali storici di Caserta, Piedimonte , in un contesto ambientale più rurale che urbano.

## Palazzo Vecchio

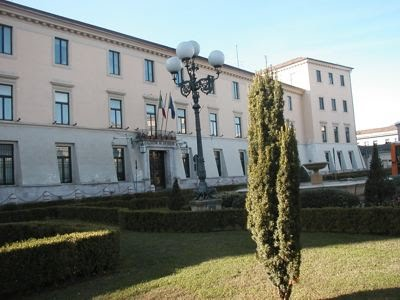
Palazzo vecchio

Il Palazzo vecchio fu la residenza dei conti e principi di Caserta degli Acquaviva, dal Medioevo al 1749. Poi ospitò saltuariamente la corte borbonica fino alla realizzazione dei primi appartamenti abitabili nella reggia di Caserta, nel 1780.

## Palazzo del Boschetto
Il palazzo del Boschetto fu una residenza secondaria degli Acquaviva di Caserta. È di grande interesse storico-artistico per l'architettura e le decorazioni che sono una rara e preziosa testimonianza della Caserta preborbonica. È in via Passionisti (ex Intendenti).

## Casamento della Marchesa
Il Casamento della Marchesa, già panificio militare (durante il XVII secolo) era pertinente al palazzo Acquaviva (o Palazzo vecchio). Prende il nome dal titolo che Anna, figlia di Andrea Matteo Acquaviva d'Aragona, ebbe di marchesa di Bellante succeduta al padre nella proprietà del sito di Caserta. Fu ridimensionato in seguito all'allargamento di corso Giannone.

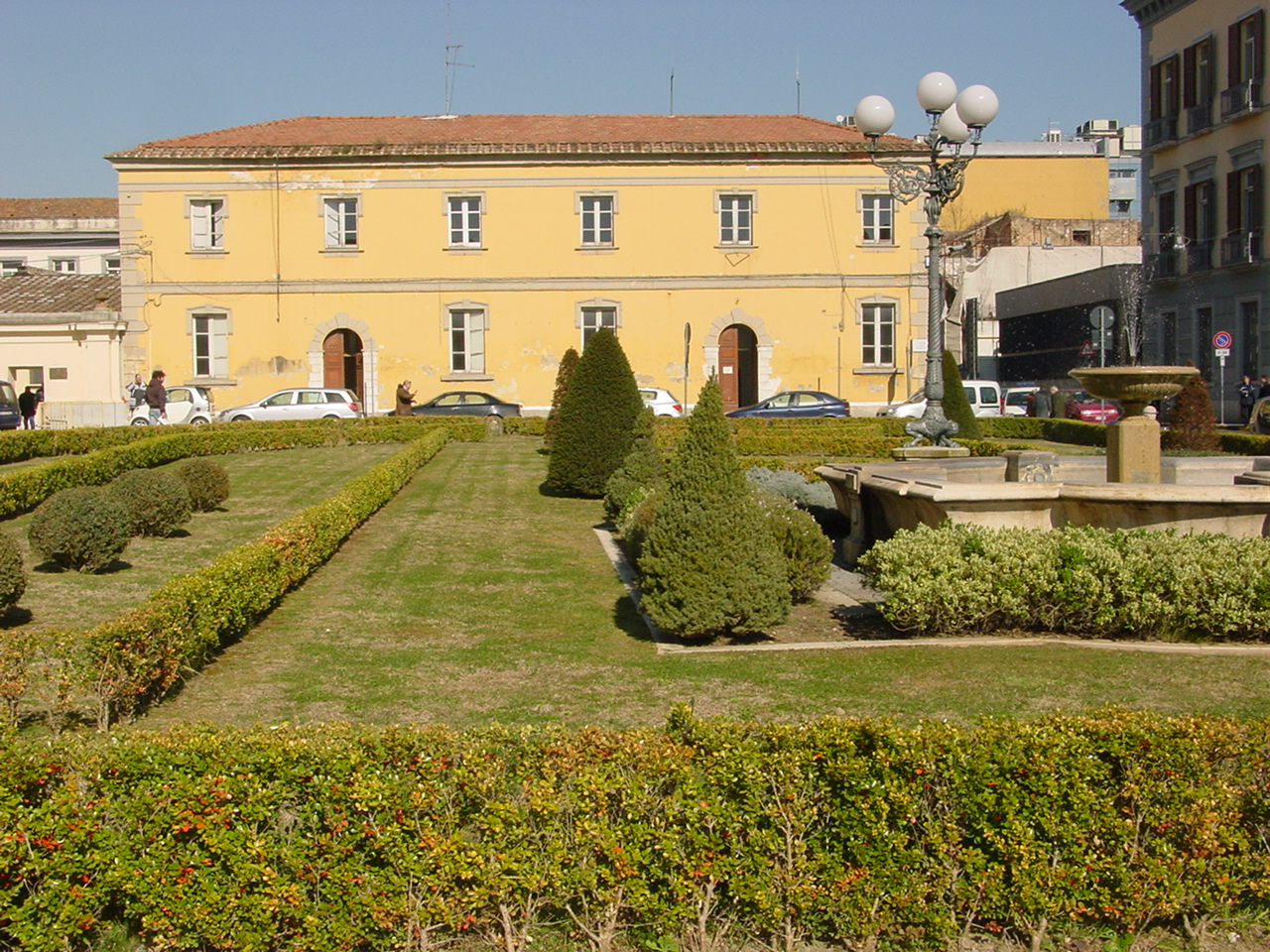
Casamento della Marchesa, già dipendenza del Palazzo vecchio di Caserta

## Palazzo del Feudo Vico
Si tratta di un edificio del XVII secolo appartenuto a Pompeo delli Monti, condannato al rogo per eresia. Oggi è sede della Guardia di Finanza.

## Palazzo delle Quattro Colonne, la presunta casa di Vanvitelli

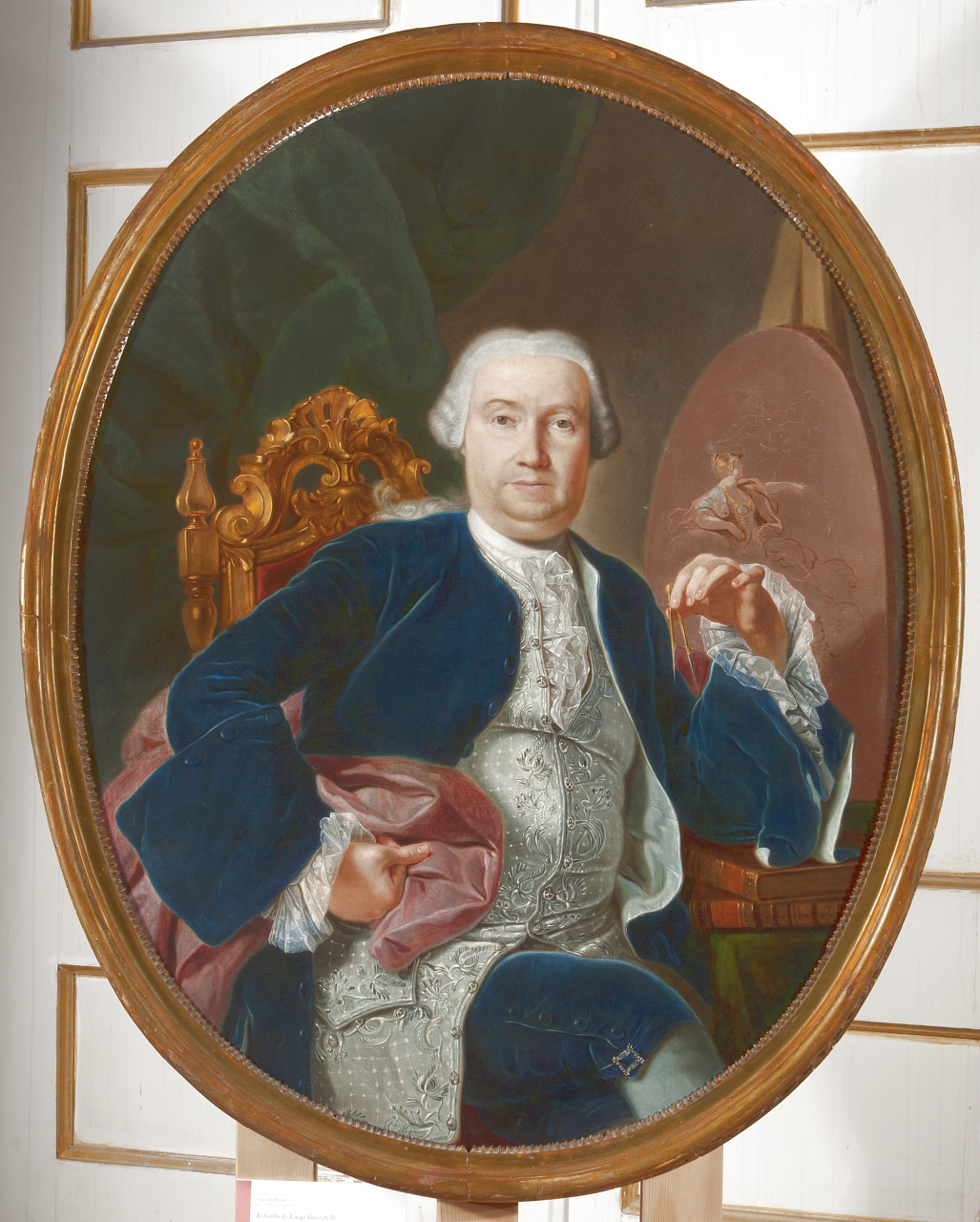
Luigi Vanvitelli

Si tratta di un edificio situato nel tratto di corso Trieste che collega piazza Dante ai giardini della Flora. Chiamato così perché la sua facciata presenta quattro colonne, due per ogni lato. Per molto tempo si è ritenuto fosse stata la residenza dell'architetto Vanvitelli dal 1752 al 1773, fino alla sua morte. Una lapide all'ingresso, tuttora presente, ne ricordava l'illustre ospite.

## Palazzo della Banca d'Italia

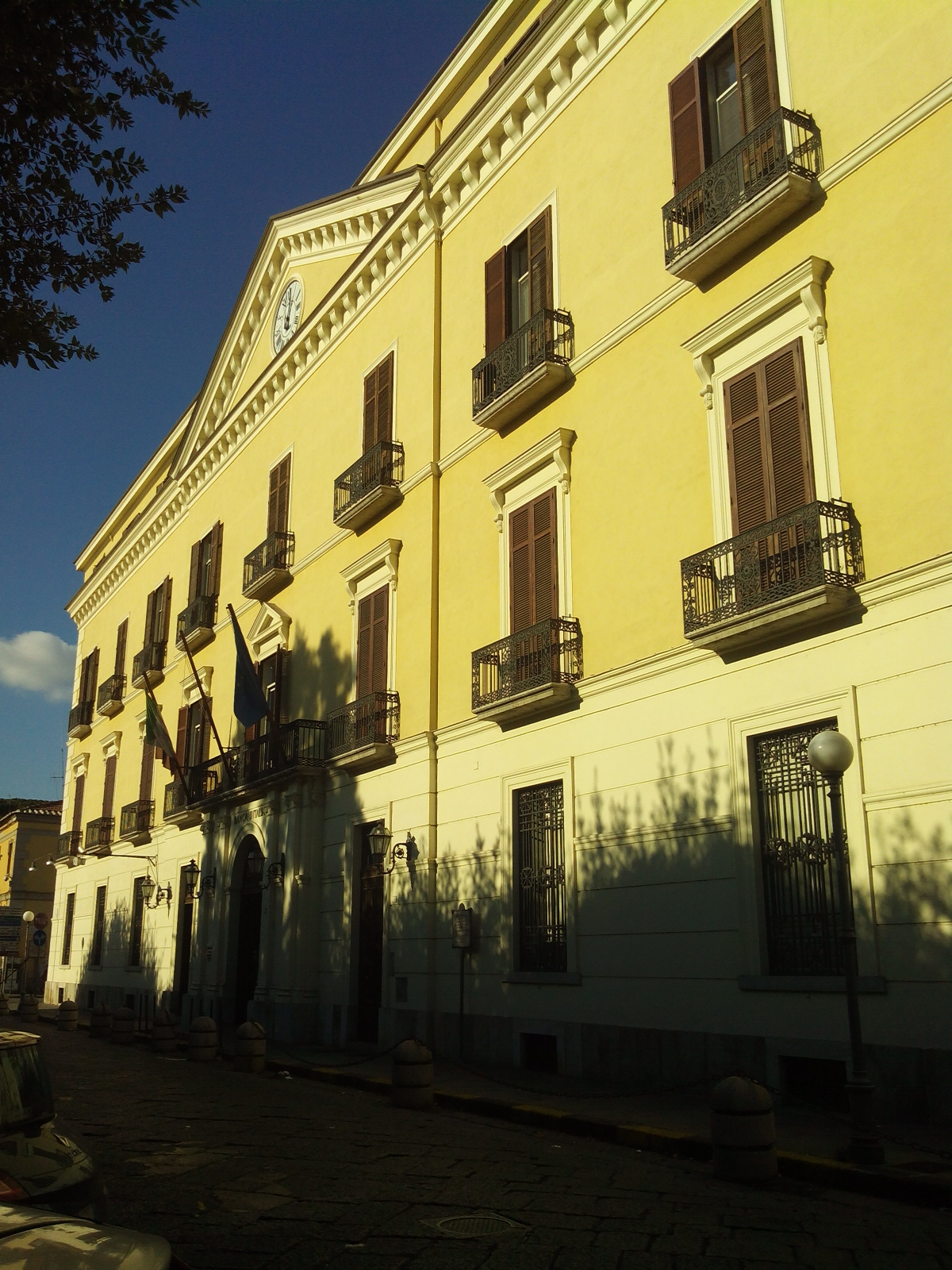
Palazzo dei Granili, XVII secolo

Anticamente prendeva il nome di palazzo dei Granili (nel XVII secolo); sede comunale ora in via Municipio. Successivamente venne nominato palazzo del Forno e dal 1870 è sede della Banca d'Italia a Caserta. L'edificio, dalla facciata che si sviluppa in lunghezza più che in altezza, ha un grande ingresso principale mentre la parte superiore si conclude con un timpano triangolare all'interno della quale vi è un orologio.

## Palazzo Paternò

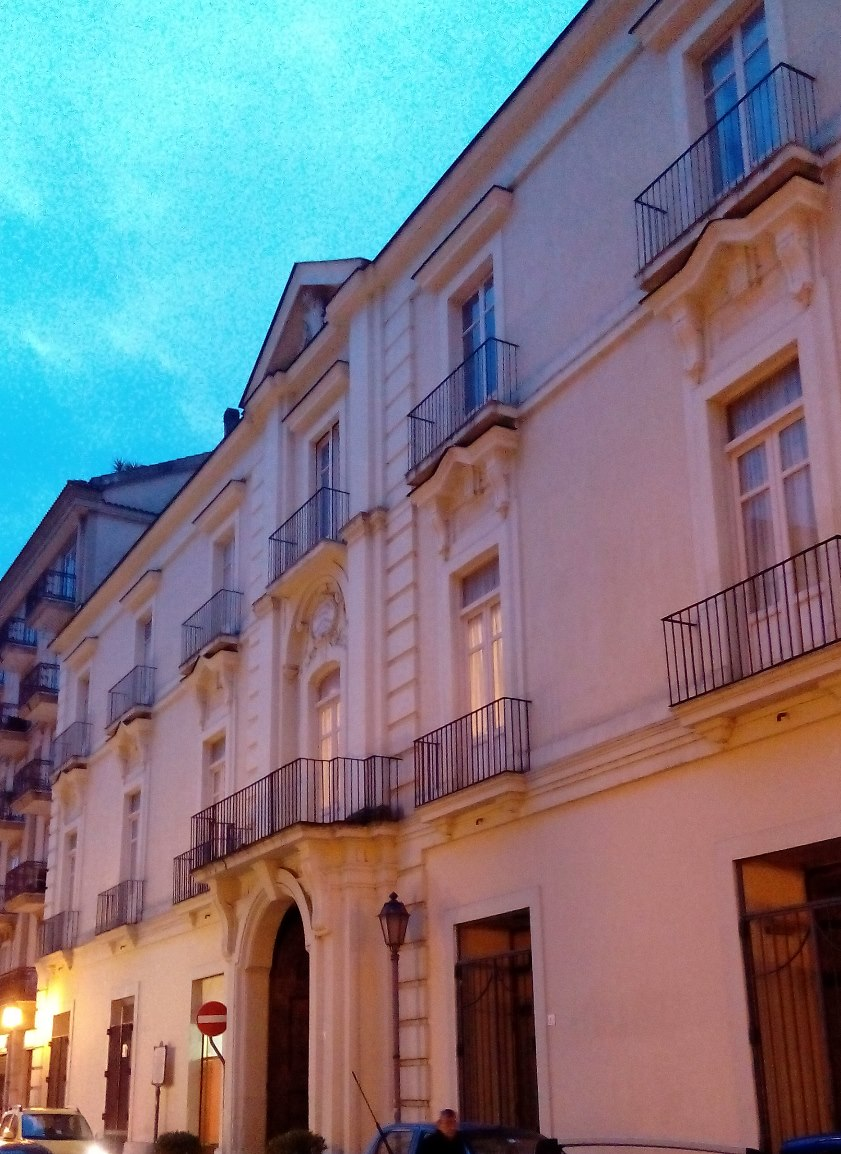
Palazzo Paternò

Palazzo Paternò è stato costruito a partire dal 1765, e terminato nel 1775, su committenza di un membro della Casa siciliana dei Paternò, e precisamente del marchese Lorenzo Paternò per il figlio Vincenzo in quanto questi era stato nominato ministro della Guerra e, dalla Sicilia, si era trasferito in Campania. Il progettista fu l'architetto Gaetano Barba cui, questo ramo della Casa Paternò, venuto a Napoli, aveva commissionato contemporaneamente anche una villa a Capodimonte (nei pressi dell'attuale reggia di Capodimonte, oggi museo) e un precedente palazzo sempre a Caserta. Il palazzo Paternò è sito in via San Carlo, una delle strade più antiche del capoluogo e da poco è stato completamente ristrutturato.

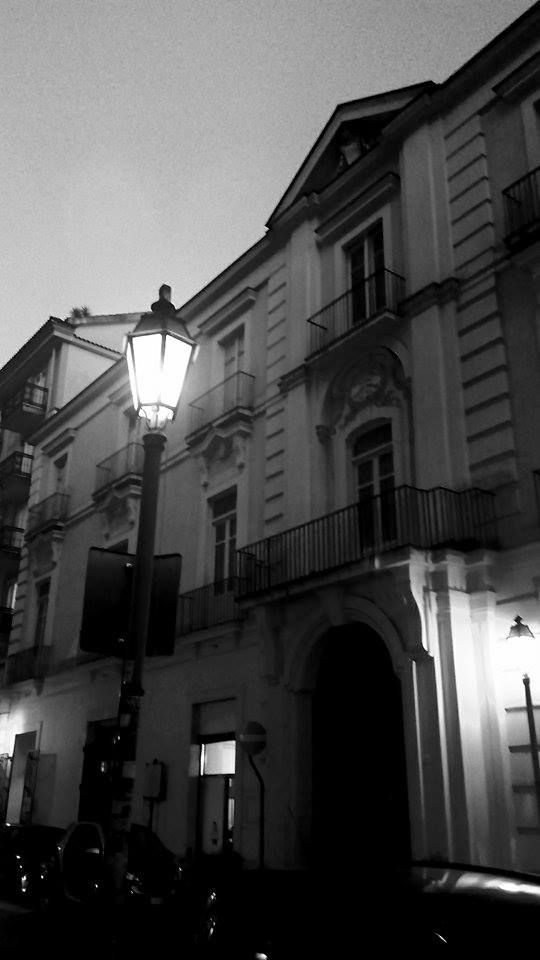
Palazzo Paternò

## Palazzo Leonetti

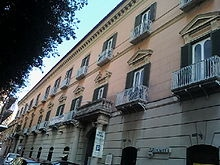
Palazzo Leonetti

Fatto costruire da Raffaele Leonetti nel 1796, si trova in piazza Vanvitelli. Il primo architetto fu Carlo Vanvitelli, ma il palazzo fu modificato nel 1857 da Domenico Ferrara, per incarico di Tommaso Leonetti. La facciata principale è in stile neoclassico. L'ingresso al giardino è caratterizzato da due bei padiglioni cinesi. La corte interna del palazzo è tipica delle costruzioni padronali del XVIII secolo; in fondo al cortile, in corrispondenza del portone d'ingresso, si accede al giardino sopraelevato, a cui seguiva un'ampia campagna di proprietà della casata.

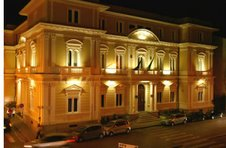
Palazzo della Camera di commercio

## Palazzo delle poste e dei Telegrafi
Il palazzo delle Poste e dei Telegrafi delinea e conclude la monumentale piazza Duomo. Il palazzo è stato ideato dall'architetto Vincenzo Memma e costituisce un importante esempio di architettura neoclassica di fine Ottocento e di inizio Novecento. Il palazzo è una delle testimonianze architettoniche della rapida crescita della città nel corso del XIX secolo.
Nel 1914, in seguito a una convenzione stipulata tra il Comune e il Ministero delle poste, l'architetto Vincenzo Memma (1868–1949) ebbe l'incarico di progettare il nuovo palazzo delle Poste e Telegrafi di Caserta. Nel 1916 iniziarono i lavori che finirono soltanto il 5 settembre del 1926, data dell'inaugurazione. La realizzazione dell'edificio si accompagnò a un consistente intervento di ristrutturazione urbanistica. Infatti, per costruire il palazzo, vennero abbattuti un edificio annesso alla chiesa del Redentore e più tardi, nel 1925, parte della chiesa settecentesca per creare un allineamento con il resto di via Redentore.
L'edificio presenta un impianto a "H" con due ali connesse a un corpo centrale e si distribuisce su due livelli oltre al piano terra. Il piano terra ospita, nella prima parte, il salone postale aperto al pubblico mentre nell'ala sinistra si trovano gli uffici dell'economato e nell'ala destra due saloni per utenze di telefonia e telegrafia.
Il primo piano è formato da un corridoio centrale sul quale si trovano gli uffici della direzione, segreteria e ragioneria, mentre la seconda parte è destinata alla cassa. Il secondo piano si compone di un corridoio con ai lati degli uffici mentre la seconda parte ospita il deposito.
In elevato l'edificio presenta tre livelli: il piano terra è caratterizzato da un bugnato liscio che incorpora i pilastri adiacenti dell'ingresso ad arco. Il primo piano presenta delle finestre che si chiudono alternativamente con un timpano triangolare e uno ad arco, mentre, al secondo sono decorate da cornici sagomate. L'ordine delle finestre è scandito da lesene giganti con capitelli compositi. L'edificio è concluso da un parapetto sagomato in corrispondenza delle ali laterali.

## Palazzo della Camera di commercio
Imponente costruzione sita nella centralissima via Roma, è datata anno 1926 e costruita dall'ingegnere Luigi Fabricat. L'edificio, con prospetto simmetrico severo, è costruito secondo lo stile in voga tra le due grandi guerre. L'ingresso è evidenziato da un ampio balcone che poggia su colonne binate.

## Palazzo dei Commestibili
La costruzione, a ferro di cavallo, è dotata di un lungo porticato in stile neoclassico. Si trova nell'attuale piazza Matteotti, meglio conosciuta dai casertani come piazza Mercato. La struttura in origine è quella di una piazza chiusa con tre maestosi accessi sulla strada esterna.

## Villa Vitrone
È una villa in stile Liberty, eclettica nella forma e particolare nella costruzione sita in via Fulvio Renella (già via Napoli), nel centro della città. È stata edificata dalla famiglia Vitrone nei primi del Novecento. In seguito alcuni membri della famiglia emigrarono in Brasile e ne costruirono altre tre; infatti a San Paolo esistono alcune ville gemelle.
Scendendo per via Fulvio Renella, la strada che dalla stazione conduce verso il Monumento ai caduti di via Unità Italia, d'un tratto sulla destra ci si imbatte in magnifico palazzo in stile Liberty, che ha poche affinità stilistiche con il contesto circostante. Si tratta di Villa Vitrone, un magnifico palazzo ora di proprietà della provincia di Caserta. Ubicata in via Fulvio Renella, si deve a Giuseppe Vitrone, un casertano della metà dell'Ottocento che volle omaggiare la madre Caterina che, quando Giuseppe era giovane e malato, vendette molte proprietà in zona Acquaviva per curarlo. Il ragazzo, infatti, si ammalò in giovane età di una grave malattia agli occhi, che lo rese cieco per circa un anno. Quando grazie alle cure derivate dai sacrifici di Caterina riuscì a guarire, Giuseppe partì per il Brasile in cerca di fortuna. Fondamentale per lui fu la loggia massonica, cui era iscritto sin da ragazzo. Una volta giunto in Sudamerica, infatti, riuscì a frequentare persone di alto lignaggio e stringere preziose amicizie grazie alle quali, pian piano, Vitrone si creò una posizione.
Egli, infatti, strinse un importante legame con l'imperatore Pietro II, che gli fece avere molti incarichi nel campo dell'edilizia. Vitrone diventò, inoltre, ben presto un'istituzione nel campo del cemento armato. Questo materiale all'epoca non era ancora conosciuto in Brasile e fu lui a esportarlo per primo oltreoceano. Quando la repubblica sostituì la monarchia nel paese sudamericano, Vitrone decise di rientrare a Caserta, anche per raggiungere l'amatissima madre. Tornato nella città d'origine, Giuseppe Vitrone volle ripagare la sua famiglia comprando un appartamento sul Corso, vicino a quello della Provincia. L'abitazione, tuttavia, non soddisfaceva il nuovo proprietario, abituato alla ricchezza e lo sfarzo delle dimore signorili brasiliane. Così nel 1922 decide di costruire una lussuosa villa a via Napoli, attuale via Renella, denominandola Villa Caterina in onore della madre. La costruì con i suoi due figli: l'ing. Giovanni Vitrone e l'ing. Vincenzo Vitrone. La residenza è in un magnifico stile Liberty, con un ampio giardino, una stalla per i cavalli e tre pozzi, sul modello delle case coloniali brasiliane. Di fronte alla villa fece costruire una bellissima fontana alimentata da un altro pozzo. Villa Caterina rimase nel patrimonio dei Vitrone fino alla seconda guerra mondiale, quando gli americani la requisirono.
In seguito la famiglia, che ha contribuito con la sua ditta di costruzioni alla costruzione di importanti edifici pubblici casertani come il campo sportivo, il palazzo delle Poste, quello della Camera di Commercio e palazzo Commestibili, si riappropriò della residenza, che fu divisa dai discendenti. La famiglia Vitrone, sempre nel Novecento, ha costruito anche due dimore gemelle a San Paolo in Brasile. Le tre costruzioni costituiscono un legame indissolubile che segna la storia di questo cognome.
Attualmente la struttura ospita il Polo Culturale della Provincia di Caserta. Al suo interno si trovano la biblioteca provinciale intitolata al giornalista marcianisano Federico Scialla e il Museo dinamico della tecnologia Adriano Olivetti. In particolare quest'ultima istituzione è stata fondata per avvicinare i giovani casertani alle nuove tecnologie e ai nuovi metodi di comunicazione e diffusione delle informazioni, andando a costituire una vera e propria mediateca. L'esposizione di antiche macchine per scrivere è una collezione di valore inestimabile. Nella villa, nella quale è stato avviato il progetto per allestire una biblioteca di Storia Patria si organizzano spesso convegni, letture e presentazioni di libri.

## Palazzo De Gregorio
Edificato tra il 1754 e il 1755 per volontà di Carlo di Borbone, era destinato al ministro della segreteria d'azienda Leopoldo de Gregorio. Si trova nella frazione di Aldifreda. Il progetto prevede una piccola corte comunicante con un grazioso giardino. Venne poi trasformato in fabbrica di fiandre.

## Casa del Fascio
In piazza Matteotti è presente una costruzione imponente denominata ex Casa del Fascio, costruita appunto in epoca fascista per ospitare gli uffici del regime e che dopo la fine del secondo conflitto mondiale è caduta in decadenza. È una struttura alta 23 metri con una torre centrale e due corpi ai lati della torre stessa. Da poco è stata conclusa l'opera di restyling della costruzione che oggi ospita al piano terra un ristorante, un centro di bellezza e un centro di design mentre ai piani superiori sono ospitati alcuni uffici privati.